# زمین‌لرزه ۱۶۶۷ شماخی
زمین‌لرزه ۱۶۶۷ شماخی در ۲۵ نوامبر ۱۶۶۷ با رومرکزی نزدیک به شهر شماخی در جمهوری آذربایجان که در آن دوران بخشی از قلمرو پادشاهی صفویان بود، روی داد. بزرگای موج سطحی این زمین‌لرزه حدود ۶٫۹ درجه و شدت آن بر پایه مقیاس شدت مرکالی بسیار شدید (X) برآورد شده‌است. حدود ۸۰۰۰۰ نفر در این زمین‌لرزه کشته شدند.